# Sarcophyton crassifolium
Sarcophyton crassifolium là một loài thực vật có hoa trong họ Lan. Loài này được (Lindl. & Paxton) Garay miêu tả khoa học đầu tiên năm 1972.